# Robert McCoy (Politiker)
Robert McCoy (* in Carlisle, Pennsylvania; † 7. Juni 1849 in Wheeling, Virginia) war ein US-amerikanischer Politiker. Zwischen 1831 und 1833 vertrat er den Bundesstaat Pennsylvania im US-Repräsentantenhaus.

## Werdegang
Robert McCoy besuchte die öffentlichen Schulen seiner Heimat. Später übte er im Cumberland County das Amt des Prothonotary aus. In der Staatsmiliz stieg er bis zum Brigadegeneral auf. Außerdem wurde er Kanalbeauftragter der Staatsregierung von Pennsylvania. In den 1820er Jahren schloss er sich der Bewegung um den späteren US-Präsidenten Andrew Jackson an und wurde Mitglied der von diesem 1828 gegründeten Demokratischen Partei.
Nach dem Tod des Kongressabgeordneten William Ramsey wurde McCoy bei der fälligen Nachwahl als dessen Nachfolger in das US-Repräsentantenhaus in Washington, D.C. gewählt, wo er am 22. November 1831 sein neues Mandat antrat. Bis zum 3. März 1833 konnte er die laufende Legislaturperiode im Kongress beenden. Seit dem Amtsantritt von Präsident Jackson im Jahr 1829 wurde innerhalb und außerhalb des Kongresses heftig über dessen Politik diskutiert. Dabei ging es um die umstrittene Durchsetzung des Indian Removal Act, den Konflikt mit dem Staat South Carolina, der in der Nullifikationskrise gipfelte, und die Bankenpolitik des Präsidenten.
Über das Leben von Robert McCoy nach dem Ende seiner Zeit im Kongress ist nichts überliefert. Er starb am 7. Juni 1849 in Wheeling im heutigen West Virginia.